# Moraea graminicola
Moraea graminicola là một loài thực vật có hoa trong họ Diên vĩ. Loài này được Oberm. miêu tả khoa học đầu tiên năm 1968.